# Philip Kim
Philip Kim (25 de janeiro de 1997), também conhecido como Phil Wizard, é um breakdancer canadense.

## Início da vida
Kim nasceu de pais coreanos em Toronto, Canadá. Ele frequentou a Magee Secondary School em Vancouver, onde frequentemente se desculpava das aulas para ir ao banheiro para tentar novos movimentos e praticar no corredor. Ele frequentou a universidade brevemente antes de abandonar os estudos para se dedicar ao breaking em tempo integral.

## Carreira
O interesse de Kim pelo breaking começou em 2009, quando viu a equipe Now or Never (NON) fazendo shows de rua no centro de Vancouver. Seu nome artístico foi dado a ele por acidente: depois de ser consistentemente apresentado como Phil da equipe Wizards, as pessoas eventualmente começaram a encurtá-lo para Phil Wizard. Desde então, ele admitiu que o nome não teria sido sua primeira escolha.
Em 2015, Phil Wizard entrou no campeonato nacional inaugural canadense Red Bull BC One com uma chance de se classificar para a competição norte-americana, que levou ao Campeonato Mundial. No entanto, ele perdeu para Fléau de Montreal na rodada final da competição de Toronto.
Kim ganhou a medalha de ouro no Campeonato Mundial de Breaking WDSF de 2022 em Seul, Coreia do Sul, derrotando mais de 250 competidores por seu título mundial. Em 2023, Kim ganhou o ouro no Campeonato Pan-Americano de Breaking WDSF em Santiago, Chile, seguido pela prata no Campeonato Mundial de Breaking WDSF de 2023. Em agosto de 2023, Kim integrou a equipe canadense dos Jogos Pan-Americanos de 2023.
Ele conquistou a medalha de ouro na competição inaugural de breaking nos Jogos Olímpicos de Verão de 2024.